# Vägtrafikregistret
Vägtrafikregistret är ett statligt register som innehåller information om alla svenskregistrerade civila fordon, men även information angående körkortshavare, yrkestrafiktillstånd, felparkeringsavgifter och trängselskatt. Vägtrafikregistret drivs av Transportstyrelsen, Transportregisteravdelningen.

## Historia
Svenska fordon har varit registrerade sedan början av 1900-talet. När den svenska bilregistreringen inleddes den 1 juli 1905 fanns 115 bilar registrerade. Från början sköttes registreringen av fordon av länsstyrelserna.
Vägtrafikregistret skapades i början av 1970-talet under namnet bilregistret. Det var Sveriges första heldatoriserade register. Det övertog registreringen av alla fordon i Sverige och länsbokstäverna försvann under en övergångstid 1972-74. Bilregistret reglerades i bilregisterkungörelsen (1972:599).
Den 1 oktober 2001 trädde ny lagstiftning i kraft och bilregisterkungörelsen upphörde att gälla. Registret fick då namnet vägtrafikregistret.

## Antal fordon i Sverige
| År   | Bil         | Lastbilar | Omnibusar | Spec.      | Total     |
| ---- | ----------- | --------- | --------- | ---------- | --------- |
| 1905 |             |           |           |            | 115       |
|      |             |           |           |            |           |
| 1916 |             |           |           |            | 3 036     |
| 1917 |             |           |           |            | 3 795     |
| 1918 |             |           |           |            | 4 105     |
| 1919 |             |           |           |            | 8 505     |
| 1920 |             |           |           |            | 21 277    |
| 1921 |             |           |           |            | 30 397    |
| 1922 |             |           |           |            | 39 913    |
| 1923 | 37 823      | 11 906    | 731       |            | 50 460    |
| 1924 | 46 557      | 15 246    | 1 017     |            | 62 820    |
| 1925 | 59 122      | 19 203    | 1 283     |            | 79 608    |
| 1926 | 70 485      | 22 496    | 1 569     |            | 94 848    |
| 1927 | 81 465      | 26 230    | 1 827     | 376        | 109 898   |
| 1928 | 94 301      | 30 677    | 2 192     | 490        | 127 660   |
| 1929 | 99 144      | 34 591    | 2 511     | 581        | 136 827   |
| 1930 | 103 664     | 38 071    | 2 837     | 686        | 145 258   |
| 1931 | 105 283     | 40 626    | 3 246     | 1 002      | 149 378   |
| 1932 | 101 817     | 39 871    | 3 404     |            | 146 947   |
| 1933 | 98 889      | 38 564    | 3 504     |            | 143 912   |
| 1934 | 102 145     | 41 054    | 3 625     |            | 149 800   |
| 1935 | 109 096     | 41 803    | 3 914     | 313        | 159 083   |
| 1936 | 119 303     | 44 575    | 4 165     | 329        | 173 294   |
| 1937 | 134 296     | 53 093    | 4 558     | 1 635      | 191 947   |
| 1938 | 156 573     | 57 734    | 4 894     | 1 719      | 219 201   |
|      | Enligt      | berets    | kampsför  | teckningen |           |
| 1939 | 180 717     | 63 028    | 5 109     | 1 866      | 248 854   |
| 1940 | 34 646      | 43 084    | 3 604     | 1 792      | 81 334    |
| 1941 | 31 854      | 38 998    | 3 458     | 1 910      | 74 310    |
| 1942 | 36 749      | 38 523    | 3 826     | 2 089      | 79 098    |
| 1943 | 36 194      | 38 050    | 3 870     | 2 285      | 78 114    |
| 1944 | 39 137      | 38 206    | 3 896     | 2 417      | 81 239    |
| 1945 | 50 108      | 41 882    | 3 977     | 2 681      | 95 967    |
| 1946 | 138 489     | 59 400    | 4 789     | 3 941      | 202 678   |
| 1947 | 161 226     | 71 304    | 5 601     | 4 971      | 238 131   |
| 1948 | 179 587     | 76 368    | 6 471     | 5 763      | 262 426   |
| 1949 | 194 454     | 79 503    | 7 014     | 6 344      | 280 971   |
| 1950 | 252 503     | 84 904    | 7 546     | 6 778      | 344 953   |
| 1951 | 313 058     | 89 486    | 7 818     | 7 195      | 410 362   |
| 1952 | 360 552     | 97 089    | 8 138     | 7 539      | 465 779   |
| 1953 | 431 085     | 102 977   | 8 272     | 8 561      | 542 334   |
| 1954 | 535 857     | 108 100   | 8 364     | 9 704      | 652 321   |
| 1955 | 636 543     | 110 043   | 8 309     | 10 743     | 754 895   |
| 1956 | 734 533     | 112 319   | 8 296     | 11 834     | 855 148   |
| 1957 | 862 992     | 115 797   | 8 163     |            | 986 952   |
| 1958 | 971 973     | 117 822   | 8 042     |            | 1 097 837 |
| 1959 | 1 087 533   | 120 267   | 8 086     |            | 1 215 886 |
| 1960 | 1 193 913   | 121 858   | 8 250     |            | 1 324 021 |
| 1961 | 1 304 251   | 125 996   | 8 700     |            | 1 438 947 |
| 1962 | 1 424 049   | 128 609   | 9 156     |            | 1 561 814 |
| 1963 | 1 556 005   | 130 979   | 9 703     |            |           |
| 1964 | 1 665 782   | 133 650   | 10 104    |            |           |
| 1965 | 1 792 671   | 131 554   | 10 295    |            |           |
| 1966 | 1 889 000   | 133 286   | 11 027    |            |           |
| 1967 | 1 976 248   | 137 795   | 12 063    |            |           |
| 1968 | 2 071 303   | 138 762   | 12 577    |            |           |
| 1969 | 2 193 634   | 142 602   | 13 579    |            |           |
| 1970 | 2 287 709   | 144 521   | 14 254    |            |           |
| 1971 | 2 356 581   | 142 325   | 14 183    |            |           |
| 1972 | (2 456 940) | (145 403) | (15 630)  |            |           |
| 1973 | (2 502 627) | (147 976) | (16 160)  |            |           |

Vägtrafikregistret övergick till motorfordonsregistret i början av 1970-talet.
Uppgifternas ursprung: , ,,,
Definitionen av specialfordon är oklar, så det finns motsägelsefull information beroende på statistikvolymen. Utöver de motorcyklar som inte är listade här finns även information om taxibilar och traktorer, samt en mer detaljerad uppdelning av lastbilar.
Enligt berets kampsförteckningen
| År   | Bil     | Lastbilar | Omnibusar | Spec. | Total  |
| ---- | ------- | --------- | --------- | ----- | ------ |
| 1939 | 32 846  | 3 819     |           |       | 36 665 |
| 1940 | 146 000 | 27 098    |           |       |        |
| 1941 | 140 663 | 16 928    |           |       |        |
| 1942 |         |           |           |       |        |
| 1943 |         |           |           |       |        |

- Inregistrerade i Stockholm (1908)  A  [6]
- Inregistrerade i Stockholm (1912)  A [7]
- Inregistrerade i Stockholms län (1912)  B [8]
- Inregistrerade i Blekinge län (1912) K [9]
- Inregistrerade i Gottlands län (1912) I [10]
- Inregistrerade i Gäfleborgs län (1912) X[11]
- Inregistrerade i Göteborgs och Bohus län (1912) O[12]
- Inregistrerade i Hallands län (1912) N[13]
- Inregistrerade i Jämtlands län (1912) Z[14]
- Inregistrerade i Jönköpings län (1912) F[15]
- Inregistrerade i Kalmar län (1912) H[16]
- Inregistrerade i Kopparbergs län (1912) W[17]
- Inregistrerade i Kristianstads län (1912) L[18]
- Inregistrerade i Kronobergs län (1912) G[19]
- Inregistrerade i Malmöhus län (1912) M[20]
- Inregistrerade i Norrbottens län (1912) BD[21]
- Inregistrerade i Skaraborgs län (1912) R[22]
- Inregistrerade i Södermanlands län (1912) D[23]
- Inregistrerade i Uppsala län (1912) C[24]
- Inregistrerade i Värmlands län (1912) S[25]
- Inregistrerade i Västerbottens län (1912) AC[26]
- Inregistrerade i Västernorrlands län (1912) Y[27]
- Inregistrerade i Västmanlands län (1912) U[28]
- Inregistrerade i Älfsborgs län (1912) P[29]
- Inregistrerade i Örebro län (1912) T[30]
- Inregistrerade i Östergötlands län (1912) E[31]
- Inregistrerade i Kopparbergs län (1922) W [32]

## Fabrikat
| År    | Fabrikat     | Bil     | Lastbilar | Omnibusar |
| ----- | ------------ | ------- | --------- | --------- |
| 1934  | Chevrolet    | 24 177  | 14 231    |           |
|       | Ford         | 21 148  | 11 393    |           |
|       | Volvo        | 4 164   | 6 264     |           |
|       | Opel         | 1 782   | ?         |           |
|       | Scania-Vabis | ?       | 1 221     |           |
|       | Övriga       | 50 874  | 7 945     |           |
| Total |              | 102 145 | 41 054    |           |
|       |              |         |           |           |
| 1935  | Chevrolet    | 26 440  | 14 677    |           |
|       | Ford         | 22 573  | 10 757    |           |
|       | Volvo        | 4 864   | 7 454     |           |
|       | Opel         | 2 905   | ?         |           |
|       | Scania-Vabis | ?       | 1 237     |           |
|       | Övriga       | 52 314  | 7 678     |           |
| Total |              | 109 096 | 41 803    |           |

Uppgifternas ursprung: 

## Nyinregistrerade / skrotade vagnar
| År    | Antal nyinregistrerade | Antal skrotade vagnar | Total          |
| ----- | ---------------------- | --------------------- | -------------- |
| 1924  | 21 265                 | 4 477                 | 62 820         |
| 1925  | 20 420                 | 5 180                 | 79 608         |
| 1926  | 24 640                 | 9 590                 | 94 848         |
| 1927  | 24 775                 | 7 013                 | 109 898        |
| 1928  | 24 086                 | 14 919                | 127 660        |
| 1929  | 22 242                 | 13 811                | 136 827        |
| 1930  | 19 498                 | 15 378                | 145 258        |
| 1931  | 8 015                  | 10 446                | 149 378        |
| 1932  | 8 513                  | 11 548                | 146 947        |
| 1933  | 15 520                 | 9 632                 | 143 912        |
| 1934  | 20 521                 | 11 238                | 149 800        |
| 1935  | 26 072                 | 11 862                | 159 083        |
| 1936  | 34 568                 | 15 915                | 173 294        |
| 1937  | Ungefär 43 000         | Ungefär 21 000        | 191 947        |
|       | Nyinregistrerade       | Bil                   | Lastbilar/Bus  |
| 1937  | Chevrolet              | 3 700                 | 2 680          |
|       | Ford V8                | 4 449                 | 1 693          |
|       | Ford Junior            | 1 585                 | -              |
|       | Volvo                  | 1 601                 | 2 759          |
|       | Opel                   | 2 860                 |                |
|       | Scania                 | 0                     | 241            |
|       | Dodge                  | 1 516                 | 634            |
|       | Plymouth               | 1 418                 |                |
|       | DKW                    | 1 085                 |                |
|       | International          | 0                     | 450            |
|       | Bedford                | 0                     | 311            |
|       | Oldsmobil              | ?                     | 187            |
|       | Övriga                 | Ungefär 8 700         | Ungefär 7 100  |
| Total |                        | Ungefär 27 000        | Ungefär 16 000 |

Uppgifternas ursprung: , 

## Lagstiftning
Vägtrafikregistret innehåller personuppgifter. I vissa delar styrs verksamheten kring registret därför av personuppgiftslagen (1998:204) (PuL). Den huvudsakliga regleringen av vägtrafikregistret finns dock i speciella regler: lagen (2001:558) om vägtrafikregister (LVTR) och den av regeringen genom bemyndigande i lagen utfärdade förordningen (2001:650) om vägtrafikregister (FVTR).
Normalt överklagas en rikstäckande myndighets förvaltningsbeslut till den förvaltningsrätt inom vars domkrets myndighetens huvudkontor ligger. Transportstyrelsens huvudkontor ligger i Norrköping i Östergötlands län. Transportstyrelsens beslut enligt lagen eller förordningen om vägtrafikregister överklagas emellertid enligt särskilt förordnande i 34 § LVTR till Förvaltningsrätten i Karlstad.
Eftersom LVTR och FVTR är speciallagstiftning gäller reglerna i dessa författningar i många delar före PuL. Det står också uttryckligen i 2 § LVTR att det i personuppgiftslagen finns bestämmelser som tillämpas på personuppgifter i vägtrafikregistret i den mån det inte finns några avvikande bestämmelser i denna lag eller i en förordning som har beslutats med stöd av den. Samtidigt står det i 11 § LVTR att bestämmelserna i PuL om rättelse och skadestånd gäller vid behandling av personuppgifter enligt LVTR eller enligt föreskrifter som har meddelats med stöd av lagen.
Enligt beslut av tillsynsmyndigheten Datainspektionen skall bland annat dessa regler i PuL tillämpas på ärenden om rättelse av personuppgifter i vägtrafikregistret, även när det finns avvikande bestämmelser i LVTR eller FVTR.
Vägverket, som innan den 1 januari 2009 var den myndighet som ansvarade för vägtrafikregsitret, har infört kompletterande bestämmelser i Vägverkets föreskrifter (VVFS 2001:118) om registrering av fordon m.m. i vägtrafikregistret. Dessa föreskrifter ersattes 2010 av Transportstyrelsens föreskrifter (TSFS 2010:112) om registrering av fordon m.m. i vägtrafikregistret.

## Uppgifter i registret
- civila svenskregistrerade fordon
- körkortshavare
- tillstånd att bedriva yrkesmässig trafik
- felparkeringsavgifter
- trängselskatt
- "LOB-anmälningar", oavsett om personen har körkort eller inte.[36] Uppgiften sparas i två år.[37] Efter två LOB:ar skickas personen till sociala myndigheter för en utredning om nykterhetsopålitlighet som kan innebära att körkortet återkallas, även om personen inte körde bil vid tillfället för omhändertagandet.[38] År 2008 blev 513 personer av med körkortet i ett år efter en personutredning.[38] Två eller fler LOB:ar innebär avslag på ansökan om körkortstillstånd[förtydliga] och en spärrtid på tolv månader från senaste LOB:en.[37]

## Internationella motsvarigheter
Motsvarigheter till vägtrafikregistret finns i de flesta länder. I Finland motsvaras det av fordonstrafikregistret.